# Cratère de Manson

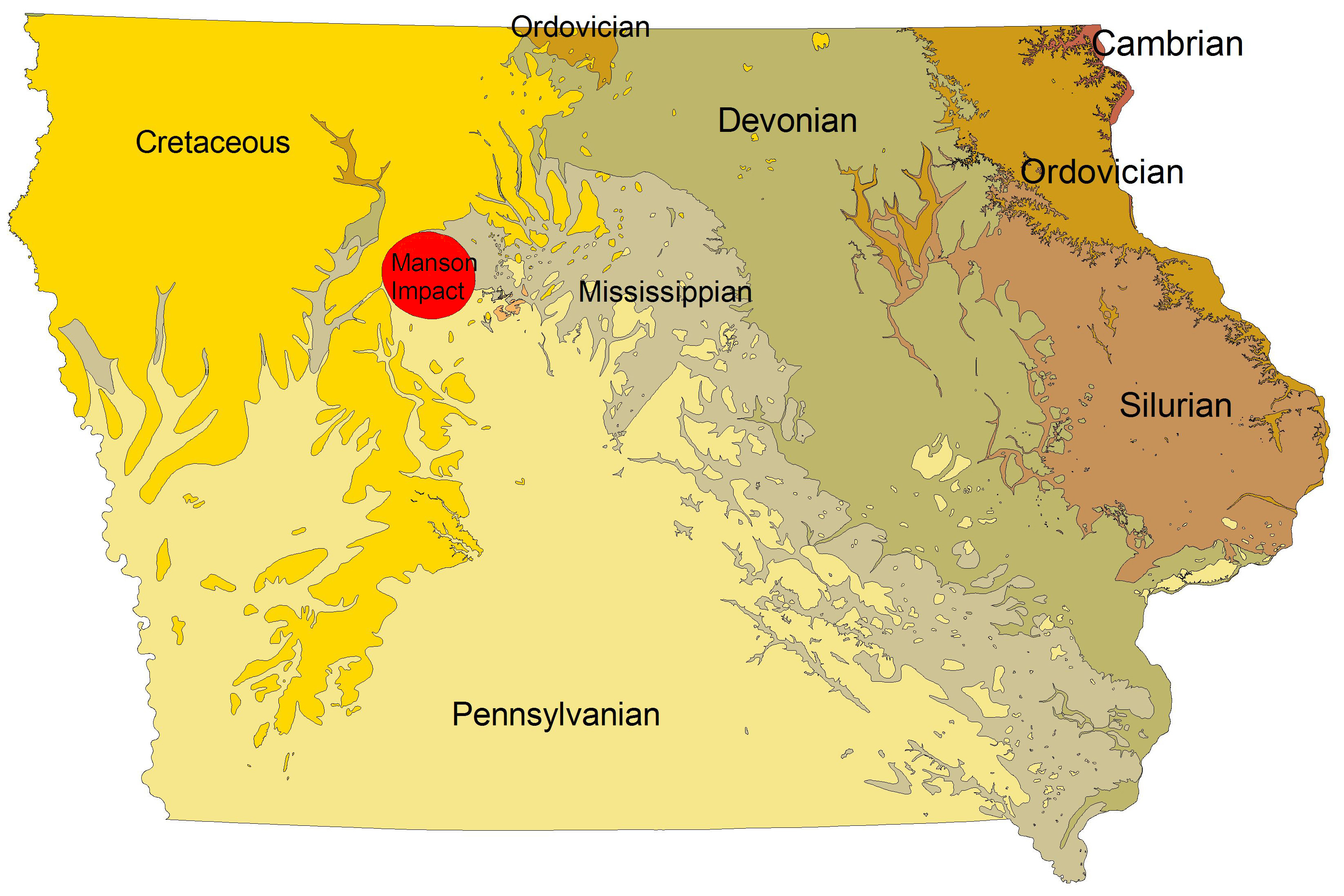
Carte géologique de la zone du cratère de Manson

Le cratère de Manson est un cratère d'impact causé par une météorite et situé au nord de la ville de Manson en Iowa aux États-Unis.
Son diamètre est de 35 km, et il date de 73,8 ± 0,3 millions d'années.
Il a été causé par une météorite rocheuse d'une taille estimée à 2 km de diamètre.